# 가면라이더 OOO (캐릭터)
가면라이더 OOO(일본어: 仮面ライダーOOO 카멘라이다 오즈[*])는 히노 에이지가 '오 메달'의 힘을 사용하여 변신한 가면라이더이다. 흉부에는 원형의 플레이트'오 랑그 서클'이 있고, 사용한 메달의 모티브가 되는 3종류 생물의 얼굴 도안이 그려져 있으며, 얼굴 부분이나 사지로 에너지를 전달하는 '라인 드라이브'가 뻗어있다. 전신의 베이스는 기본적으로 검은색이며 서클, 라인, 그리고 머리 부분은 사용한 메달에 준하는 컬러링이 되어 있다. 단, 프트티라 콤보의 경우 전신의 베이스는 흰색이다. 각 부위의 힘을 발휘할 경우 '오 랑그 서클'의 해당 부분이 빛나며 '라인 드라이브'를 통해 에너지를 충전한다. 그리고 변신시 나타나는 무수히 많은 메달형 에너지는 각기 실체를 가지고 있으며 적에게 부딪히는 것으로 공격에 응용하는 것이 가능하다.
800년 전, 고대의 오즈가 존재하였으며 그리드와 싸웠었지만, 그 정체는 자신이 스스로 신이 되려고 하는 욕망에 사로잡힌 왕이었으며, 폭주한 결과 석화하였다. 앙크에 의하면 "현재는 석화한 오즈드라이버를 봉인 해제한 에이지만이 변신할 수 있다."라고 한다.

## 콤보 시스템
오즈는 벨트에 삽입한 3장의 '오 메달'(코어 메달)의 힘에 의해 여러 가지 형태로 변신한다. 3장의 메달은 각기 오즈의 헤드(Head), 암(Arm), 레그(Leg)의 3부분에 대응하며, 메달을 바꿔넣는 것으로 각 부위가 메달에 해당하는 모습으로 변화한다. 코어 메달은 조류계(적색), 곤충계(녹색), 고양이계(황색), 중량계(재색), 수서계(청색), 공룡계(자색)의 6종류가 현재까지 공개되어 있다. 독립적으로 운용되는 공룡계를 제외한 메달은 호환성이 있으며, 변신형태는 콤보 7종, 아종 119종으로 도합 126종에 이른다. (머리 5종×몸통 5종×다리 5종+프트티라 콤보 1종 = 126종). 이는 역대 라이더가 행한 폼체인지 중에서도 가장 많은 종류이며, 전투시는 이러한 메달들을 상황에 맞게 조합하여 사용하게 된다.
이야기 시작 시점에서 오즈(앙크)가 소유한 메달은 타카 코어 2장, 토라 코어 1장, 카마키리 코어 1장, 밧타 코어 1장으로 총 4종류 5장이었다.
헤드(Head)
머리 부분을 담당한다. 각각에 대하여 시력이나 시야에 대한 감각이 강화하지만 오즈는 뇌격, 발광과 같은 특수능력을 이용하기 위해 선택하는 경우가 많다.
- 타카 헤드 (타카 코어·일본어: タカ·コア 타카 코아[*]): 눈의 색상은 녹색이다. 변신시 이마에 마름모꼴의 '오 쿼츠'가 가넷 색상의 '앙크(이집트 십자)'형으로 빛난다. 시력에 특화되어 그리드의 본체에 내재되어 있는 코어 메달을 확인하거나, 필살기 발동시에는 붉은 색 서클을 이용하여 조준(Lock on)하는 것이 가능하다. 그리고 '오 랑그 서클'의 도안은 쇼커의 문장을 오마쥬한 것이다. 타쟈도르 콤보시에는 장갑이 추가되며 복안은 빨간색으로, '오 쿼츠'는 금빛 새 부리처럼 변형하여 타카 헤드 브레이브(일본어: タカヘッドブレイブ 타카 헷도 브레이브[*], Taka Head Brave)로 변화한다.
- 쿠와가타 헤드 (쿠와가타 코어·일본어: クワガタ·コア 쿠와가타 코아[*]): 눈의 색은 오렌지색이며 이마의 '오 쿼츠'는 에메랄드 빛깔의 역이등변삼각형이다. 등 뒤까지 커버할 수 있을 만큼 시야에 특화되어 있으며, 사슴벌레의 뿔을 형상화한 '쿠와가타 혼'(일본어: クワガタホーン 쿠와가타 혼[*])에서 광범위한 뇌격을 발사하는 것이 가능하며, 가타키리바 콤보 시에는 분신체끼리의 연계를 위한 통신 안테나로 기능한다.
- 라이온 헤드 (라이온 코어·일본어: ライオン·コア 라이온 코아[*]): 눈의 색상은 청색이며, 이마의 '오 쿼츠'는 토파즈 색의 발톱형이다. 시각외 지형을 정확히 파악할 수 있을 정도로 청력에 특화되어 있으며, 어두운 곳에서도 물체를 확인할 수 있다. 갈기 부분에서 난반사를 일으켜 강력한 빛을 발하는 "라이오넬 플래셔"로 일시적으로 적에게 눈부심을 일으키는 것이 가능하다.
- 사이 헤드 (사이 코어·일본어: サイ·コア 사이 코아[*]): 눈의 색은 적색이며, 이마의 '오 쿼츠'는 루비 색의 육각형이다. 자세제어능력에 특화되어 있다. 코뿔소의 뿔을 모티브로 한 "그라비드 혼"은 돌격하여 찌르는 공격에 사용되며, 또한 사고조 콤보 사용시 중력조작능력의 핵심이 되는 역할을 담당한다.
- 샤치 헤드 (샤치 코어·일본어: シャチ·コア 샤치 코아[*]): 눈의 색은 황색이며, 이마의 '오 쿼츠'는 터키석 색의 물방울 형태이다. 수중 잠행 능력 및 감지능력에 특화되어 있으며, 약 3시간에 육박하는 잠수 및 빛이 닿지 않는 심해의 물체를 감지하는 "반향정위"에 의한 주위환경의 탐색 등의 수중 활동 기능을 수행한다.
- 프테라 헤드 (프테라 코어·일본어: プテラ·コア 프테라 코아[*]): 눈의 색은 녹색이며, 이마의 '오 쿼츠'는 호박색의 새부리 형태이다. 감지능력과 가시영역에 특화되어 있다. 등 부분에 날개의 자세제어기관 엑스터널 핀이 돋아 있으며, 이것을 전개하는 것으로 비행 또는 공격에 사용한다. 더욱이 포격을 충격파로 변환하여 주위에 대미지를 주는 것이 가능하다.

암(Arm)
흉부 및 양 팔을 담당한다. 기본적으로는 전용무기를 양 팔에 장착하고 있으며, 어느 형태라도 이도류를 이용한 전법을 사용할 수 있다.
- 쿠쟈쿠 암 (쿠쟈쿠 코어·일본어: クジャク·コア 쿠쟈쿠 코아[*]): 비행 능력에 특화되어 있다. 등 부분의 공작의 깃털 날개를 형상화한 날개가 출현하여 이를 무수히 많은 깃털 수리검으로 사용, 공격한다. 타쟈도르 콤보로서 비행시에는 등에 달려있는 붉은 빛의 6장의 날개인 쿠쟈쿠윙을 전개한다. 특히 '오 랑그 서클'로부터 전용 무기인 "타쟈스피너"를 출현시켜 사용할 수 있다.
- 카마키리 암 (카마키리 코어·일본어: カマキリ·コア 카마키리 코아[*]): 순발력에 특화되어 있다. 착탈가능한 카마키리 스워드가 부착되어 있으며, 검은 보통 역방향으로 장착, 소지하고 있으나, 기본 장착 상태에서도 분리하지 않고 사용할 수 있다.
- 토라 암 (토라 코어·일본어: トラ·コア 토라 코아[*]): 완력에 특화되어 있다. 날카로운 금속 발톱인 '토라 크로'(일본어: トラクロー 토라 쿠로[*]})가 부착되어 있으며, 크로는 적을 찢어 베는 무기로서는 물론이고 벽이나 지면을 이용하여 감속할 시의 앵커로서도 많이 사용된다. 진공날을 발사하는 것으로 원거리의 적을 벤다거나, 적의 체내에서 코어메달을 탈취하는 것이 가능하다.
- 고릴라 암 (고릴라 코어·일본어: ゴリラ·コア 고리라 코아[*]): 완력과 지구력에 특화되어 있다. 건틀렛 형 무기인 '고리바곤'(일본어: ゴリバゴーン 고리 바곤)[*]이 장착되어 있어 건틀릿을 팔에서 로켓처럼 발사하는 바곤 프렛셔를 통해 원거리 공격이 가능하며, 사고조 콤보시에는 '드러밍'에 의한 중력조작을 행한다.
- 우나기 암 (우나기 코어·일본어: ウナギ·コア 우나기 코아[*]): 범위 공격에 특화되어 있다. 양 어깨(왼쪽이 +극, 오른쪽이 -극)에 발전세포가 있어 번개와 동등한 위력을 가진 전격을 발생시키며, 팔 전체에 공경력을 강화시킨다. 양어깨에 착탈 가능한 2개의 채찍형 무기인 '전기뱀장어(덴키우나기) 휩(Whip)'이 부착되어 있어 채찍에 발전한 전기를 더하여 포박한 상대에 전류를 흘려넣어 추가적인 데미지를 주는 볼텀 휩을 사용할 수 있다. 또한 흐르는 물에 방출하는 능력도 갖고 있다.
- 트리케라 암 (트리케라 코어·일본어: トリケラ·コア 토리케라 코아[*]): 공격력과 방어력에 특화되어 있다. 양 어깨, 양 팔에 장갑형의 외골격이 더해져 있으며, 이에 의해 견고한 방어력을 획득하고 있다. 양어깨에는 신축성의 뿔형 외골격인 와인드 스팅어가 부착되어 있어 이를 쏘아 목표를 꿰뚫는다.

레그(Leg)
다리 부분을 담당한다. 각자 다리를 사용한 운동능력에 특화되어있을 뿐만 아니라, 형태에 따라 모티브가 되는 동물의 다리 형태를 모티브로 변화하는 경우도 있다.
- 콘도르 레그 (콘도르 코어·일본어: コンドル·コア 콘도르 코아[*]): 비행보조 기능에 특화되어 있다. 발톱과 뒤꿈치에는 각각 강인한 발톱인 스트라이커 네일과 랩터드 엣지가 달려 있으며, 후자는 차는 공격에 맞추어 진공날을 발생시킨다. 필살기 발동시에는 무릎으로부터 아래를 전개하는 것으로 다리 부분 그 자체가 거대한 '크로(Crow)'로 변형한다.
- 밧타 레그 (밧타 코어·일본어: バッタ·コア 밧타 코아[*]): 도약력에 특화되어 있다. 필살기 발동시에는 그 도약력을 최대한으로 발휘하여 발 끝이 메뚜기 다리처럼 변화한다.
- 치타 레그 (치타 코어·일본어: チーター·コア 치타 코아[*]): 달리기와 민첩성에 특화되어 있다. 적을 붙잡은 상태에서 고속 연속 킥 공격인 "리볼 스핀 킥"에 대해 높은 공경력을 실현하고 있으며, 최대가속시는 스팀이 분출된다. 그러나 최대 속도를 발휘한 상태에서 급정지하는 것은 불가능하다.
- 조우 레그 (조우 코어·일본어: ゾウ·コア 조우 코아[*]): 다리힘에 특화되어 있다. 양 발을 모으는 것으로 한 개의 코끼리 다리 형태가 되며, 높은 파괴력의 밟기 공격인 즈오 스톰프를 사용한다.
- 타코 레그 (타코 코어·일본어: タコ·コア 타코 코아[*]): 유연성과 이동범위에 특화되어 있다. 동물의 "연골조직"에 가까운 구성으로 되어 있어 연체동물처럼 유연한 움직임이 가능하며, 탄력성에 의해 외부에서의 충격을 흡수할 수 있다. 특히 조직을 변화시켜, 중심에 검은색 다리 2개와는 별도로 물색의 다리 장갑이 6개의 문어다리형으로 변화, 분열하는 것이 가능하다. 이 8개의 다리를 통한 연속킥으로 높은 공격력을 가지면서 다리 전체에 배치된 흡착판을 통해 벽이나 천장에 달라 붙거나 목표를 포박하는 것이 가능하다. 그리고 필살기 발동시에는 8개의 문어다리가 엮여 드릴 형태로 변화한다.
- 티라노 레그 (티라노 코어·일본어: ティラノ·コア 티라노 코아[*]): 다리힘과 순발력에 특화되어 있다. 양쪽 대퇴부에는 신축성의 강화외골격인 테일 디바이더가 스커트형으로 장착되어 있으며, 이를 합쳐 거대한 꼬리 형태로 변화, 꼬리치기 공격을 사용할 수 있다.

### 콤보 편성
코어 메달 중에서 특정한 3장의 메달 조합으로 변신하는 형태. 기본형인 타토바 콤보를 제외하면, 기본적으로 동일 속성(색상)의 조합으로 성립한다. 콤보를 이루지 않는 "아종 편성" 이상의 능력을 발휘하는 동시에 형태에 따라서는 고유능력을 발휘할 수 있으나, 그 만큼 변신자에 대한 부담이 커지므로 용이하게 자주 이용할 수는 없고, 대개의 경우 필살기 발동후 강제적으로 변신이 해제당한다. 또한 변신시 콤보가 성립됐을 경우, 스캐너로부터 콤보명을 멜로디에 붙인 노랫소리가 흘러나오나, 아종 형태에서는 메달 이름만이 흘러나온다. 콤보가 성립했을 경우, 오즈 드라이버의 카테드랄에 장착한 메달이 빛난다.
OCC 번호는 일본 현지에서 현재 발매되고 있는 OOO Combo Change 시리즈 완구의 번호이며 06은 가면라이더 버스로 발매되었으므로, 오즈에서는 공석으로 한다.
| OCC No. | 콤보명                                                                    | 그리드/계열     | 머리                | 팔                | 발            | 첫등장               | 고유능력    |
| 01 | 타토바 콤보 (Tatoba, 일본어: タトバコンボ 타토바 콤보[*])                 | 기본 콤보       | 타카 (매)           | 토라 (호랑이)     | 밧타 (메뚜기) | 1화                  | 없음        |
| 이 콤보를 사용하는 메달의 오 랑그 서클은 전부 금테두리가 둘러져 있다. 기본적으로 능력의 밸런스가 갖춰져 있으며, 고유능력은 없는 대신 콤보임에도 불구하고 체력의 소모 역시 그다지 없다. 처음 이 형태로 변신하여 상대나 상황에 맞춰 메달을 변경하는 것이 오즈의 기본전술이었으나, 반드시 처음부터 이 형태로 변신할 필요는 없으며, 다른 아종형태나 콤보로 변신하는 것도 가능하다. 필살기는 메뚜기 다리 형태로 변형한 밧타 레그로 도약하여 적색, 황색, 녹색으로 된 3개의 원을 관통하여 양 발로 찍는 타토바 킥(라이더 킥 중 드롭킥의 형태)이다. 링을 통과하는 것으로 메달의 모티브가 되는 동물을 표현하는 이펙트가 나타난다. |                                                                           |                 |                     |                   |               |                      |             |
| 02 | 가타키리바 콤보 (Gatakiriba, 일본어: ガタキリバコンボ 가타키리바 콤보[*]) | 우바 곤충계     | 쿠와가타 (사슴벌레) | 카마키리 (사마귀) | 밧타 (메뚜기) | 6화                  | 분신생성    |
| 메달의 소득상황에도 원인이 있지만, 다른 콤보와 비교하여 등장횟수가 극단적으로 적으며, 32화 현재 시점에서 극중에서 단 2번 밖에 변신하지 않았다. 시야, 순발력, 도약력, 킥력 등에 특화되어 있다. 최대 50체까지 분산체인 브렌치 쉐이드를 만들어내는 고유능력을 갖고 있으며, 그 분신과 연계하여 집단전을 특기로 하고 있다. 복수의 여미와 거대화한 여미를 상대로 하는 전투에서 사용하고 있다. 특히 쿠와가타 혼으로부터 벼락을 이용한 광범위한 공격을 한다던가 하는 뇌격 능력을 사용하며, 카마키리 스워드에 의한 고속 쌍검술과 밧타 레그에 의한 킥 기술도 특기로 한다. 필살기는 50개체의 분신체와 함께 일제히 도약하여 라이더 킥을 연사하는 가타키리바 킥(라이더 킥 중 도약킥 형태)이다. 거대한 적의 체내에 뛰어들어 내부로부터 공격하는 경우도 있다. 또한, 스캐닝 챠지는 각각 개체가 따로 행할 필요가 있다. |                                                                           |                 |                     |                   |               |                      |             |
| 03 | 라토라타 콤보 (Latorartar, 일본어: ラトラーター コンボ 라토라타 콤보[*])  | 카자리 고양이계 | 라이온              | 토라 (호랑이)     | 치타          | 9화                  | 열선방사    |
| 청력, 완력, 화력, 주력(달리기), 민첩성에 특화되어 있다. 특히 달리기는 전 콤보 중에서 최강이며, 암시, 소음이동 등의 은밀행동에도 뛰어나며, 토라 크로나 치타 레그에 의한 고속전법 등에 특기가 있다. 특히 전신에서 하천을 증발시킬 수 있을 정도로 강력한 열선인 라이오디어스를 발하는 고유능력 같은 열을 사용하는 능력 등, 콤보 중에서도 풍부한 능력을 갖춘 형태이다. 그 반면, 콤보 중에서도 특히 제어가 어려우나, 토라이드벤더와 같이 사용하는 것으로 여분의 파워를 토라이드벤더로 전달하여 안정적인 사용이 가능하여 그 진가를 발휘할 수 있다. 강력한 빛이나 고열에 약한 가멜, 메즐이나 수서계 여미에 대하여 우위를 갖고 있다. 필살기는 전방에 떠오르는 황색의 고리 3개를 관통하면서 급가속, 접근하여 토라 크로를 사용하여 적을 X자로 베어내는 기술로 개쉬 크로스이다. |                                                                           |                 |                     |                   |               |                      |             |
| 04 | 사고조 콤보 (Sagohzo. 일본어: サゴーゾコンボ 사고조 콤보[*])              | 가멜 중량계     | 사이 (코뿔소)       | 고릴라            | 조우 (코끼리) | 12화                 | 중력조작    |
| 자세제어능력, 완력, 지구력, 다리힘, 내구력 등에 특화되어 있으면서 지상이나 지하에 숨은 적을 감지해내며, 지진 발생과 같이 대지를 조종하는 능력을 갖고 있다. 주로 근거리 전투에 특화되어 있으나, 고리 바곤을 이용한 원거리 공격도 가능하다. 이에 더해 주위의 중력장을 조작하는 고유능력을 갖고 있으며, 특정한 대상의 주위에 중력을 증대시키거나 무중력상태로 만들거나 하는 것으로, 적의 움직임을 봉쇄하는 것이 가능하며, 하늘을 나는 적이나 재빠른 적에 대하여 이 콤보로서 대응할 수 있다. 그러나 기동력이 떨어지는 탓에, 복수의 적을 상대할 때 불리하다. 필살기는 그 장소에서 도약하는 진동으로 지진을 발생시켜 적을 파문 형태의 3개의 백색 링으로 지면 채 포박하여 끌어당긴 다음, 뿔로 들이받으면서 고릴라 암으로 훅 펀치(Hook Punch)를 동시에 꽂아 넣는 사고조 임팩트이다. 적을 쓰러트린 뒤 파괴된 지면은 원상태로 돌아온다. |                                                                           |                 |                     |                   |               |                      |             |
| 05 | 타쟈도르 콤보 (Tajadol, 일본어: タジャドルコンボ 타쟈도루 콤보[*])        | 앙크 조류계     | 타카 (매)           | 쿠쟈쿠 (공작)     | 콘도르        | 20화 MOVIE 대전 CORE | 초음속 비행 |
| 타카 헤드가 이 콤보로 변신했을 때에는 타카 헤드 브레이브로 강화하며, 오 랑그 서클이 타토바 콤보때와 똑같이 금테두리가 형성된다. 매가 머리 부분, 공작이 팔, 흉부, 날개, 그리고 콘도르가 다리 부분이 되어 오 랑그 서클의 플레이트 도안은 한 마리의 불사조 형태가 되는 등, 다른 콤보와는 다른 외견상의 변화가 존재한다. 특히 변신시 전신에서 화염이 발생한다. 시력, 공간인식능력, 비행능력, 킥 능력, 비행보조기능 등에 특화되어 있다. 등에 달린 쿠쟈쿠 윙(공작 날개)로 하늘을 초음속으로 비행할 수 있는 고유능력이나 하늘, 화염을 조종하는 능력에 더해 날개, 발톱 형태의 파츠를 활용한 돌발공격에 의한 각개전이나 타쟈스피너로부터 화염탄이나 화염방사, 깃털 수리검 등의 다양한 도구를 활용하여 상대를 농락, 급습하는 전법을 특기로 한다. 비행능력에 의한 지상의 여미나 우바, 카자리를 대할때는 우위에 있으나, 능력, 속성이 동일한 로스트 앙크나 조류계 성장형 여미와의 전투에선 불리하다. 필살기는 크로 상태로 전개한 콘도르 레그로 화염을 머금고 급강하 차기를 박아넣는 파괴력 120t의 프로미넌스 드롭(라이더 킥 중 눌러차기 계열)과, 타쟈스피너에 타카, 쿠쟈쿠, 콘도르의 메달을 포함한 상태에서 발동하는 기가스캔으로 불사조의 모습으로 화염을 품은 채 공중돌격하는 파괴력 100t의 마그나 브레이즈가 있다. |                                                                           |                 |                     |                   |               |                      |             |
| 07 | 샤우타 콤보 (Shauta, 일본어: シャウタコンボ 샤우타 콤보[*])               | 메즐 수서계     | 샤치 (범고래)       | 우나기 (뱀장어)   | 타코 (문어)   | 24화                 | 액체화      |
| 변신시에는 전신에서 물이 뿜어져 나온다. 신체적 스펙 자체는 낮으나, 수중에서 고속으로 유영할 수 있는 등, 물을 사용한 능력이 부가되어 있으며, 신체를 액체화하는 고유능력에 의한 공격이나 회피, 도약, 전기뱀장어 휩 및 분열하는 타코 레그 등의 트릭키한 전투가 가능하다. 수중전에서 진가를 발휘하지만 지상에서도 충분한 전투능력을 갖고 있다. 물의 힘을 갖고 있기 때문에 화염능력이나 속성을 가진 로스트 앙크나 조류계 성장형 여미와의 전투에 서는 적합하다. 필살기는 신체를 액체화하여 고속도약하여 휩으로 포박한 적을 끌어당기면서 동시에 급강하하여 드릴 형태로 변화한 타코 레그로 관통하는 옥토피니쉬(라이더 킥 중 드릴 킥의 형태)이다. |                                                                           |                 |                     |                   |               |                      |             |
| 08 | 프트티라 콤보 (Ptotyra,일본어: プトティラコンボ 프토티라 콤보[*])         | 공룡계          | 프테라              | 트리케라          | 티라노        | 32화                 | 냉기발생    |
| 평소 공룡계 코어메달은 그릇으로 있는 에이지의 체내에 흡수되어 있으나, 에이지가 위험에 처하면 콤보를 형성하는 3장의 메달이 자동적으로 분리, 강제적으로 프트티라 콤보로 변신한다. 다른 콤보를 압도하는 능력을 지닌 존재이면서 변신시에는 강력한 냉기를 발산하면서 공룡처럼 포효한다. 오 랑그 서클은 타토바 콤보나 타쟈도르 콤보와 약간 다르게 코어메달의 테두리와 동일한 형태의 입체적인 금빛 테두리가 특징이면서 오즈의 전신을 감싸고 있는 강화외피의 색이 종래의 검정이 아닌 은색으로 되어 있는 것이 특징이다. 대형공룡의 특성을 지니고 있기 때문에 전신의 근육량이 증가하는 것과 동시에 신체를 구성하는 외골격도 장갑처럼 견고하게 변하며, 다른 형태를 간단히 상회하는 파워나 스피드, 방어력을 갖고 있다. 높은 신체적 스펙에 더해 등에는 엑스터널 핀이라는 비행능력, 와인드 스팅어, 테일 디바이더, 전용무기인 메다가브류 등 강한 위력의 무장을 갖추었으며 특히 표적을 일순간에 동결시키는 강력한 냉기를 발생하는 등 다양한 능력을 갖고 있다. 그러나 너무 강력한 파워를 지니고 있는 탓에 에이지가 받는 부담은 비정상적으로 높기 때문에 변신중에는 에이지의 의식을 잃어버려 주위 전체가 공격대상으로 인식되는 제어불능의 위험한 형태이기도 하다. 공룡계 코어메달의 특성상 그 사용은 필연적으로 프토티라 콤보로의 변신을 의미하는 것에 더해 그 변신마저도 본인의 의지로 컨트롤할 수 없기 때문에 이 콤보의 획득과 동시에 오즈는 항상 폭주의 위험성을 끌어안고 있게 되었다. 필살기로는 와인드 스팅어로 관통하여 냉기로 동결시킨 적을 테일 디바이더로 분쇄하는 블래스팅 프리져에 더해 메다가브류 액스(도끼)모드로 표적을 양단하는 파괴력 170t의 그랜드 오브 레이지와 메다가브류 바주카 모드로 포격하는 파괴력 200t의 스트레인 둠의 3종류가 존재한다. |                                                                           |                 |                     |                   |               |                      |             |

아종 편성(콤보 편성에 대해서는 위의 표를 참조.)
아종 편성의 경우, 작명법을 소개한 후 작중 등장한 조합만을 별도로 언급한다. 현재 공개된 메달 18종류 중 상호호환성이 없는 공룡계 자색메달 3종을 제외한 나머지 15종으로 조합가능한 아종 편성 수는 119개이다.
| 그리드 | 계열     | 머리                                                        | 몸통·팔                                                     | 다리                                                    | 제 1 화 : 일본어: タカキリバ 타카키리바[*] 제 4 화 : 일본어: タカトラーター 타카토라-타-[*] 제 7 화 : 일본어: ラトラバ 라토라바[*] 제 8 화 : 일본어: ラキリバ 라키리바[*] 제 11 화 : 일본어: タカキリーター 타카키리-타-[*] 제 13 화 : 일본어: ガタトラバ 가타토라바[*] 제 15 화 : 일본어: ラトラゾ 라토라조[*] 제 17 화, 극장판1 : 일본어: タカゴリバ 타카고리바[*] 제 18 화 : 일본어: タカウーター 타카우-타-[*] 제 19 화 : 일본어: ラキリーター 라키리-타-[*] 제 21 화 : 일본어: タカウバ 타카우바[*] 제 21 화 : 일본어: タカジャバ 타카쟈바[*] 제 22 화 : 일본어: タカトラドル 타카토라도르[*] 제 23 화 : 일본어: タカゴリタ 타카고리타[*] 제 27 화 : 일본어: タカウタ 타카우타[*] 제 30 화 : 일본어: シャウバ 샤우바[*] 제 32 화 : 일본어: タカトラタ 타카토라타[*] 제 34 화 : 일본어: サウバ 사우바[*] 제 35 화 : 일본어: サジャゾ 사쟈조[*] 제 36 화 : 일본어: サジャーター 사쟈-타-[*] |
| 앙크   | 조류계   | 타카(일본어: 鷹(タカ) 타카[*]) 일본어: タカ 타카[*]         | 쿠쟈쿠(일본어: 孔雀(クジャク) 쿠쟈쿠[*]) 일본어: ジャ 쟈[*] | 콘도르(일본어: コンドル 콘도르[*]) 일본어: ドル 도르[*] | 제 1 화 : 일본어: タカキリバ 타카키리바[*] 제 4 화 : 일본어: タカトラーター 타카토라-타-[*] 제 7 화 : 일본어: ラトラバ 라토라바[*] 제 8 화 : 일본어: ラキリバ 라키리바[*] 제 11 화 : 일본어: タカキリーター 타카키리-타-[*] 제 13 화 : 일본어: ガタトラバ 가타토라바[*] 제 15 화 : 일본어: ラトラゾ 라토라조[*] 제 17 화, 극장판1 : 일본어: タカゴリバ 타카고리바[*] 제 18 화 : 일본어: タカウーター 타카우-타-[*] 제 19 화 : 일본어: ラキリーター 라키리-타-[*] 제 21 화 : 일본어: タカウバ 타카우바[*] 제 21 화 : 일본어: タカジャバ 타카쟈바[*] 제 22 화 : 일본어: タカトラドル 타카토라도르[*] 제 23 화 : 일본어: タカゴリタ 타카고리타[*] 제 27 화 : 일본어: タカウタ 타카우타[*] 제 30 화 : 일본어: シャウバ 샤우바[*] 제 32 화 : 일본어: タカトラタ 타카토라타[*] 제 34 화 : 일본어: サウバ 사우바[*] 제 35 화 : 일본어: サジャゾ 사쟈조[*] 제 36 화 : 일본어: サジャーター 사쟈-타-[*] |
| 우바   | 곤충계   | 쿠와가타(일본어: クワガタ 쿠와가타[*]) 일본어: ガタ 가타[*] | 카마키리(일본어: カマキリ 카마키리[*]) 일본어: キリ 키리[*] | 밧타(일본어: バッタ 밧타[*]) 일본어: バ 바[*]           | 제 1 화 : 일본어: タカキリバ 타카키리바[*] 제 4 화 : 일본어: タカトラーター 타카토라-타-[*] 제 7 화 : 일본어: ラトラバ 라토라바[*] 제 8 화 : 일본어: ラキリバ 라키리바[*] 제 11 화 : 일본어: タカキリーター 타카키리-타-[*] 제 13 화 : 일본어: ガタトラバ 가타토라바[*] 제 15 화 : 일본어: ラトラゾ 라토라조[*] 제 17 화, 극장판1 : 일본어: タカゴリバ 타카고리바[*] 제 18 화 : 일본어: タカウーター 타카우-타-[*] 제 19 화 : 일본어: ラキリーター 라키리-타-[*] 제 21 화 : 일본어: タカウバ 타카우바[*] 제 21 화 : 일본어: タカジャバ 타카쟈바[*] 제 22 화 : 일본어: タカトラドル 타카토라도르[*] 제 23 화 : 일본어: タカゴリタ 타카고리타[*] 제 27 화 : 일본어: タカウタ 타카우타[*] 제 30 화 : 일본어: シャウバ 샤우바[*] 제 32 화 : 일본어: タカトラタ 타카토라타[*] 제 34 화 : 일본어: サウバ 사우바[*] 제 35 화 : 일본어: サジャゾ 사쟈조[*] 제 36 화 : 일본어: サジャーター 사쟈-타-[*] |
| 카자리 | 고양이계 | 라이온(일본어: ライオン 라이온[*]) 일본어: ラ 라[*]         | 토라(일본어: 虎(トラ) 토라[*]) 일본어: トラ 토라[*]         | 치타(일본어: チーター 치타[*]) 일본어: ーター -타-[*]   | 제 1 화 : 일본어: タカキリバ 타카키리바[*] 제 4 화 : 일본어: タカトラーター 타카토라-타-[*] 제 7 화 : 일본어: ラトラバ 라토라바[*] 제 8 화 : 일본어: ラキリバ 라키리바[*] 제 11 화 : 일본어: タカキリーター 타카키리-타-[*] 제 13 화 : 일본어: ガタトラバ 가타토라바[*] 제 15 화 : 일본어: ラトラゾ 라토라조[*] 제 17 화, 극장판1 : 일본어: タカゴリバ 타카고리바[*] 제 18 화 : 일본어: タカウーター 타카우-타-[*] 제 19 화 : 일본어: ラキリーター 라키리-타-[*] 제 21 화 : 일본어: タカウバ 타카우바[*] 제 21 화 : 일본어: タカジャバ 타카쟈바[*] 제 22 화 : 일본어: タカトラドル 타카토라도르[*] 제 23 화 : 일본어: タカゴリタ 타카고리타[*] 제 27 화 : 일본어: タカウタ 타카우타[*] 제 30 화 : 일본어: シャウバ 샤우바[*] 제 32 화 : 일본어: タカトラタ 타카토라타[*] 제 34 화 : 일본어: サウバ 사우바[*] 제 35 화 : 일본어: サジャゾ 사쟈조[*] 제 36 화 : 일본어: サジャーター 사쟈-타-[*] |
| 가멜   | 중량계   | 사이(일본어: サイ 사이[*]) 일본어: サ 사[*]                 | 고리라(일본어: ゴリラ 고리라[*]) 일본어: ゴリ 고리[*]       | 조우(일본어: 象(ゾウ) 조우[*]) 일본어: ゾ 조[*]         | 제 1 화 : 일본어: タカキリバ 타카키리바[*] 제 4 화 : 일본어: タカトラーター 타카토라-타-[*] 제 7 화 : 일본어: ラトラバ 라토라바[*] 제 8 화 : 일본어: ラキリバ 라키리바[*] 제 11 화 : 일본어: タカキリーター 타카키리-타-[*] 제 13 화 : 일본어: ガタトラバ 가타토라바[*] 제 15 화 : 일본어: ラトラゾ 라토라조[*] 제 17 화, 극장판1 : 일본어: タカゴリバ 타카고리바[*] 제 18 화 : 일본어: タカウーター 타카우-타-[*] 제 19 화 : 일본어: ラキリーター 라키리-타-[*] 제 21 화 : 일본어: タカウバ 타카우바[*] 제 21 화 : 일본어: タカジャバ 타카쟈바[*] 제 22 화 : 일본어: タカトラドル 타카토라도르[*] 제 23 화 : 일본어: タカゴリタ 타카고리타[*] 제 27 화 : 일본어: タカウタ 타카우타[*] 제 30 화 : 일본어: シャウバ 샤우바[*] 제 32 화 : 일본어: タカトラタ 타카토라타[*] 제 34 화 : 일본어: サウバ 사우바[*] 제 35 화 : 일본어: サジャゾ 사쟈조[*] 제 36 화 : 일본어: サジャーター 사쟈-타-[*] |
| 메즐   | 수서계   | 샤치(일본어: シャチ 샤치[*]) 일본어: シャ 샤[*]             | 우나기(일본어: ウナギ 우나기[*]) 일본어: ウ 우[*]           | 타코(일본어: タコ 타코[*]) 일본어: タ 타[*]             | 제 1 화 : 일본어: タカキリバ 타카키리바[*] 제 4 화 : 일본어: タカトラーター 타카토라-타-[*] 제 7 화 : 일본어: ラトラバ 라토라바[*] 제 8 화 : 일본어: ラキリバ 라키리바[*] 제 11 화 : 일본어: タカキリーター 타카키리-타-[*] 제 13 화 : 일본어: ガタトラバ 가타토라바[*] 제 15 화 : 일본어: ラトラゾ 라토라조[*] 제 17 화, 극장판1 : 일본어: タカゴリバ 타카고리바[*] 제 18 화 : 일본어: タカウーター 타카우-타-[*] 제 19 화 : 일본어: ラキリーター 라키리-타-[*] 제 21 화 : 일본어: タカウバ 타카우바[*] 제 21 화 : 일본어: タカジャバ 타카쟈바[*] 제 22 화 : 일본어: タカトラドル 타카토라도르[*] 제 23 화 : 일본어: タカゴリタ 타카고리타[*] 제 27 화 : 일본어: タカウタ 타카우타[*] 제 30 화 : 일본어: シャウバ 샤우바[*] 제 32 화 : 일본어: タカトラタ 타카토라타[*] 제 34 화 : 일본어: サウバ 사우바[*] 제 35 화 : 일본어: サジャゾ 사쟈조[*] 제 36 화 : 일본어: サジャーター 사쟈-타-[*] |

특수 편성 및 콤보
극장판에서만 나오거나, 부록 등으로 제공된 특수 메달을 통한 조합
| 명칭                                                       | 머리                           | 몸통·팔                             | 다리                             | 비고                                                |
| 타카판바 (Takapanba, 일본어: タカパンバ 타카판바[*])       | 타카(일본어: 鷹(タカ) 타카[*]) | 판다(일본어: パンダ 판다[*])        | 밧타(일본어: バッタ 밧타[*])     | 하이퍼배틀비디오 등장, 팬더메달은 TV매거진 특별부록 |
| 타마시 콤보 (Tamashi, 일본어: タマシコンボ 타마시 콤보[*]) | 타카(일본어: 鷹(タカ) 타카[*]) | 이매진(일본어: イマジン) 이마진[*]) | 쇼커(일본어: ショッカー 숏카[*]) | 오즈, 덴오, 올라이더: 렛츠 고 가면라이더에 등장     |

### 오즈가 쓸 수 있는 메달
이 목록의 메달 수는 각 화가 시작하거나 종료할 때마다 공개되는 정보로, 여기서는 각 화 종료 시의 기준으로 설명한다.
| 화수          | 01화 | 02화 | 03화 | 04화 | 05화 | 06화 | 07화 | 08화 | 09화 | 10화 | 11화 | 12화 | 13화 | 14화 | 15화 | 16화 | 17화 | 18화 | 19화 | 20前 | 20後 | 21화 | 22화 | 23화 | 24화 |
| 타카 코어     | 2    | 2    | 2    | 2    | 2    | 2    | 2    | 2    | 2    | 2    | 2    | 2    | 2    | 2    | 2    | 2    | 2    | 2    | 1    | 2    | 2    | 2    | 2    | 2    | 2    |
| 쿠쟈쿠 코어   | -    | -    | -    | -    | -    | -    | -    | -    | -    | -    | -    | -    | -    | -    | -    | -    | -    | -    | -    | 1    | 1    | 1    | 1    | 1    | 1    |
| 콘도르 코어   | -    | -    | -    | -    | -    | -    | -    | -    | -    | -    | -    | -    | -    | -    | -    | -    | -    | -    | -    | -    | 1    | 1    | 1    | 1    | 1    |
| 쿠와가타 코어 | -    | -    | -    | -    | 1    | 1    | 1    | -    | -    | -    | -    | 1    | 1    | 1    | -    | 1    | 1    | 1    | -    | 1    | 1    | 1    | -    | -    | -    |
| 카마키리 코어 | 1    | 1    | 1    | -    | 1    | 1    | 1    | 1    | 1    | 1    | 1    | 1    | 1    | 1    | -    | 1    | 1    | 1    | -    | -    | -    | -    | -    | -    | -    |
| 밧타 코어     | 1    | 1    | 1    | 1    | 1    | 1    | 1    | 1    | 1    | 1    | 1    | 1    | 1    | 1    | 1    | 1    | 1    | 1    | -    | 1    | 1    | 1    | 1    | 1    | 1    |
| 라이온 코어   | -    | -    | -    | -    | -    | -    | 1    | 1    | 1    | 1    | 1    | 1    | 1    | 1    | 1    | 1    | 1    | 1    | -    | -    | -    | -    | -    | -    | -    |
| 토라 코어     | 1    | 1    | 1    | 2    | 2    | 2    | 2    | 2    | 2    | 2    | 2    | 2    | 2    | 1    | 1    | 1    | 1    | 1    | -    | 1    | 1    | 1    | 1    | 1    | 1    |
| 치타 코어     | -    | -    | -    | 2    | 2    | 2    | 2    | 1    | 1    | 1    | 1    | 1    | 1    | -    | 1    | 1    | 1    | 1    | -    | -    | -    | -    | -    | -    | -    |
| 사이 코어     | -    | -    | -    | -    | -    | -    | -    | -    | -    | -    | -    | 1    | 1    | 1    | -    | -    | -    | -    | -    | -    | -    | -    | -    | -    | -    |
| 고릴라 코어   | -    | -    | -    | -    | -    | -    | -    | -    | -    | -    | -    | 1    | 1    | 1    | -    | 1    | 1    | 1    | -    | 1    | 1    | 1    | 1    | 1    | 1    |
| 조우 코어     | -    | -    | -    | -    | -    | -    | -    | -    | -    | -    | -    | 1    | 1    | 1    | -    | -    | -    | -    | -    | -    | -    | -    | -    | -    | -    |
| 샤치 코어     | -    | -    | -    | -    | -    | -    | -    | -    | -    | -    | -    | -    | -    | -    | -    | -    | -    | -    | -    | -    | -    | -    | -    | -    | 1    |
| 우나기 코어   | -    | -    | -    | -    | -    | -    | -    | -    | 2    | 2    | 2    | 2    | 2    | 2    | -    | 1    | 1    | 1    | -    | 1    | 1    | 1    | 1    | 1    | 1    |
| 타코 코어     | -    | -    | -    | -    | -    | -    | -    | -    | 2    | 2    | -    | -    | -    | -    | -    | -    | -    | -    | -    | -    | -    | -    | 1    | 1    | 1    |
| 합계          | 5매  | 5매  | 5매  | 7매  | 9매  | 9매  | 10매 | 8매  | 12매 | 12매 | 10매 | 14매 | 14매 | 12매 | 6매  | 10매 | 10매 | 10매 | 1매  | 8매  | 9매  | 9매  | 9매  | 9매  | 10매 |

| 화수          | 25화 | 26화 | 27화 | 28화 | 29화 | 30화 | 31화 | 32화 | 33화 | 34화 | 35화 | 36화 | 37화 | 38화 | 39화 | 40화 | 41화 | 42화 | 43화 | 44화 | 45화 | 46화 | 47화 | 48화 | 49화 |
| 타카 코어     | 2    | 2    | 2    | 2    | 2    | 2    | 2    | 2    | 2    | 2    | 2    | 2    | 2    | 2    |      |      |      |      |      |      |      |      |      |      |      |
| 쿠쟈쿠 코어   | 1    | 1    | 1    | 1    | 1    | 1    | 1    | 1    | 1    | 1    | 1    | 1    | 1    | 1    |      |      |      |      |      |      |      |      |      |      |      |
| 콘도르 코어   | 1    | 1    | 1    | 1    | 1    | 1    | -    | -    | -    | -    | -    | -    | -    | -    |      |      |      |      |      |      |      |      |      |      |      |
| 쿠와가타 코어 | -    | -    | -    | -    | -    | -    | -    | -    | -    | -    | -    | -    | -    | -    |      |      |      |      |      |      |      |      |      |      |      |
| 카마키리 코어 | -    | -    | -    | -    | -    | -    | -    | -    | -    | -    | -    | -    | -    | -    |      |      |      |      |      |      |      |      |      |      |      |
| 밧타 코어     | 1    | 1    | 1    | 1    | 1    | 1    | 1    | 1    | 1    | 1    | 1    | 1    | 1    | 1    |      |      |      |      |      |      |      |      |      |      |      |
| 라이온 코어   | -    | -    | -    | -    | -    | -    | -    | -    | -    | -    | -    | -    | -    | 1    |      |      |      |      |      |      |      |      |      |      |      |
| 토라 코어     | 1    | 1    | 1    | 1    | 1    | 1    | 1    | 1    | 1    | 1    | 1    | 1    | 1    | 1    |      |      |      |      |      |      |      |      |      |      |      |
| 치타 코어     | -    | -    | -    | -    | -    | -    | -    | -    | -    | 1    | 1    | 1    | 1    | 1    |      |      |      |      |      |      |      |      |      |      |      |
| 사이 코어     | -    | -    | -    | -    | -    | -    | 1    | 1    | 1    | 1    | 1    | 1    | 1    | 1    |      |      |      |      |      |      |      |      |      |      |      |
| 고릴라 코어   | 1    | 1    | 1    | 1    | 1    | 1    | 1    | 1    | 1    | 1    | 1    | 1    | 1    | 1    |      |      |      |      |      |      |      |      |      |      |      |
| 조우 코어     | -    | -    | -    | -    | -    | -    | 1    | 1    | 1    | 1    | 1    | 1    | 1    | 1    |      |      |      |      |      |      |      |      |      |      |      |
| 샤치 코어     | 1    | 1    | 1    | 1    | 1    | 1    | 1    | 1    | 1    | 1    | 1    | 1    | 1    | 1    |      |      |      |      |      |      |      |      |      |      |      |
| 우나기 코어   | 1    | 1    | 1    | 1    | 1    | 1    | 1    | 1    | 1    | -    | 1    | 1    | 1    | 1    |      |      |      |      |      |      |      |      |      |      |      |
| 타코 코어     | 1    | 1    | 1    | 1    | 1    | 1    | 1    | 1    | 1    | 1    | -    | -    | -    | 1    |      |      |      |      |      |      |      |      |      |      |      |
| 프테라 코어   | -    | -    | -    | -    | -    | -    | -    | 2    | 2    | 2    | 2    | 2    | 2    | 2    |      |      |      |      |      |      |      |      |      |      |      |
| 트리케라 코어 | -    | -    | -    | -    | -    | -    | -    | 1    | 1    | 1    | 1    | 1    | 1    | 1    |      |      |      |      |      |      |      |      |      |      |      |
| 티라노 코어   | -    | -    | -    | -    | -    | -    | -    | 2    | 2    | 2    | 2    | 2    | 2    | 2    |      |      |      |      |      |      |      |      |      |      |      |
| 합계          | 10매 | 10매 | 10매 | 10매 | 10매 | 10매 | 11매 | 16매 | 16매 | 16매 | 16매 | 16매 | 16매 | 18매 |      |      |      |      |      |      |      |      |      |      |      |

- 오즈가 쓸 수 있는 메달의 변동사항
  - 4화 : 카자리에게 카마키리 코어 1개를 빼앗기고, 토라 코어 1개와 치타 코어 2개를 빼앗았다.
  - 5화 : 우바에게 쿠와가타 코어, 카마키리 코어 각 1개씩을 빼앗았다.
  - 7화 : 코우가미 파운데이션으로부터 라이온 코어 1개를 받았다.
  - 7화 ~ 8화 : 우바에게 치타 코어 1개와 쿠와가타 코어 1개를 빼앗겼다.
  - 9화 : 라토라타 콤보체인지시 발생한 고열에 데미지를 받은 메즐이 우나기 코어 2개와 타코 코어 2개를 떨어트려 이를 앙크가 취득했다.
  - 11화 : 가멜과의 전투에서 미끼로 타코 코어 2개를 썼으나 에이지가 여미 처치를 우선하며 앙크를 외면하는 바람에 가멜이 들고 가 버렸다.
  - 12화 : 우바와의 전투 중 난입한 가멜에게 일격을 가해 사이 1개, 고릴라 1개, 조우 1개를 빼앗았다. 이후, 사고조 콤보체인지시 발생한 중력장에 의해 우바가 떨어뜨린 쿠와가타 1개를 앙크가 취득했다.
  - 14화 : 카자리에게 토라 코어 1개와 치타 코어 1개를 빼앗겼다.
  - 15화 : 카자리에게 타카, 쿠와가타, 카마키리, 밧타 각 1개씩과 우나기 2개를 빼앗기고 치타 1개를 회수. 고토가 타카와 밧타 1개씩을 가로채 오즈에게 돌려준다. 다시 사이, 고릴라, 조우 1개씩을 빼앗긴다.
  - 16화 : 폭주한 메즐에 대해 버스가 지원사격하여 쿠와가타, 카마키리 각 1개씩 획득 후, 메즐 폭사 이후 흩어진 메달 중 고릴라와 우나기 각 1개씩을 획득하였다.
  - 19화 : 카자리의 지시를 받은 오쿠무라 야스지에게 메달케이스를, 여미의 공격으로 오즈가 장착하고 있던 메달 3매를 모두 빼앗겨 타카 1매를 제외한 메달을 잃는다.
  - 20화 전반부 : 앙크가 미리 카자리의 행동을 예측하여 선수를 친 덕에 메달케이스 내의 메달은 빼앗기지 않은 상태. 이후 에이지를 미끼로 써 카자리를 방심하게 한 앙크가 쿠쟈쿠 메달 1개를 카자리로부터 추가로 강탈.
  - 20화 후반부 : 코우가미의 지시를 받은 사토나카가 라이온쿠라게 여미와의 전투에 난입, 콘도르 메달 1개를 에이지에게 전달한다. (실은 앞에서 에이지가 받기를 보류했던 메달이다.)
  - 22화 : 우바에게 쿠와가타 코어, 밧타 코어 1개를 빼앗기나, 다시 밧타 코어 1개와 타코 코어 1개를 빼앗아온다.
  - 24화 : 샤우타 콤보로 변신하기 위해 카자리가 가진 샤치 코어만을 에이지와 앙크가 집중 공략하여 빼앗는데 성공한다.
  - 31화 : 우바에게 사이 코어, 조우 코어 각 1개씩을 빼앗아오는데 성공하였으나, 자색 메달의 영향으로 강제로 변신해제, 사출된 메달들 중 콘돌 메달을 우바가 강탈한다.
  - 32화 : 31화 마지막에 에이지의 체내에 흡수된 공룡계 메달 5개는 프테라, 티라노 각 2개씩과 트리케라 1개이다. 32화부터 사용할 수 있게 된다.
  - 34화 : 카자리와의 전투에서 우나기 코어 1개를 빼앗기나, 끌려간 앙크(미우라 료스케)를 구하러 가서 프토티라 콤보로 폭주, 치타 메달 1개를 다시 빼앗아 온다.
  - 35화 : 우바에 의해 타코 코어를 1개 빼앗기나, 카자리가 우바에게 공격받는 척 하며 메달을 놓는 과정에서 우나기 코어 1개를 빼앗아 온다.
  - 38화 : 초반에 카자리, 가멜, 메즐의 공격을 받아 우나기, 밧타 코어 각 1개씩을 빼앗기나, 이후 버스에 의해 라이온, 토라, 밧타, 타코 각 1개씩을 탈환한다.
  - 40화 : 로스트 앙크에 의해 공룡 메달을 제외하고 전부 빼앗긴다.
  - 41화 : 앙크가 타카 메달을 히나에게 몰래 넘겨준다, 앙크가 숨긴 나머지 메달들도 이즈미 신고가 찾는다.
  - 43화 : 앙크가 타카 메달을 가져간다.
  - 44화 : 카자리가 오즈가 가지고 있는 노란색 메달 3매를 가져간다.
  - 45화 : 마키 일행을 습격한 오즈가 노란색 메달 3매를 얻는다. 그러나 마키 일행에게 푸른색 메달3매, 은색 메달 3매를 빼앗긴다.
  - 46화 : 마키 박사에 의해 2매의 공룡 메달을 얻음. 그리고 앙크를 공격해 타카 메달도 얻는다.
  - 47화 : 공룡 메달 7매를 빼고 오즈는 나머지 메달을 전부 잃는다.
  - 48화 전반부 : 코우가미로부터 왕이 사용한 타토바 콤보를 획득한다. 그러나 우바가 도망친 뒤에 타토바 콤보가 부서진다.
  - 48화 후반부 : 앙크가 준 타쟈도르 콤보를 이용해 마키를 제거한다. 그러나 오즈는 2조각으로 깨진 타카 메달을 빼고는 전부 잃어버린다.

## 필살기·특수기

### 콤보 편성
- OOO 배시(영어: OOO Bash, 일본어: オーズバッシュ 오즈 밧슈[*]) (전형태+메다자리버)

메다쟈리버에 장전한 셀 메달을 에너지화하고, 공간채 적을 일도양단한다. 한번의 차지로 연발이 가능하고, 충격파를 이용해 적을 벤다. 절단 후 표적 이외는 시간이 역행한 것처럼 복구된다.
- 타토바 킥(일본어: タトバキック 타토바킥크[*]) (타토바 콤보)

메뚜기 다리처럼 변화한 밧타 레그로 점프, 타카 헤드로 등에 날개가 생성되며 타카, 토라, 밧타를 상징하는 삼색원을 관통하여 양발차기를 한다. 삼색원의 통과시 해당 에너지의 모티브가 되는 동물을 본딴 모형이 오즈에게 일시적으로 떠오르며, 일격 후 삼색원이 적색, 황색, 녹색의 가로배치로 잔상을 남긴다. (가면라이더 파이즈에서 일격 이후 Φ모양의 잔상이 남는 것과 비슷하다고 볼 수 있다.)

#### 가타키리바 콤보
- 가타키리바 킥(일본어: ガタキリバキック 가타키리바킥크[*])

가타키리바 콤보의 능력에 의해 만들어진 50체 분신이 동시에 점프 걷어차기 형태의 라이더킥을 사용한다.

#### 라토라타 콤보
- 라이오디아스(영어: Liodias, 일본어: ライオディアス 라이오디아스[*])

전신에서 하천을 증발시킬 정도의 열 광선을 내고, 특히 물 속성의 적에게 큰 데미지를 준다.
- 개쉬 크로스

자신과 표적 사이에 노란 빛의 고리를 3 개 생성하고, 치타 레그의 고속질주 능력으로 접근, 제로(0)거리에서 토라 크로우를 통해 X자 베기 한다.
- 라이오넬 플랫셔(영어: Lionel Flasher, 일본어: ライオネルフラッシャー 라이오네루후랏샤[*])

라이온 헤드의 갈기에서 발생하는 강력한 발광을 통해 상대의 시력을 일시적으로 봉쇄한다.
- 리볼 스핀 킥(영어: Revol Spin Kick, 일본어: リボルスピンキック 리보루스핀킥크[*])

치타 레그의 빠른 연속 차기.

#### 사고조 콤보
- 사고조 임팩트(일본어: サゴーゾインパクト 사고조임파쿠토[*])

중력 조작으로 상대방의 움직임을 봉쇄하고 오즈가 있는 방향으로 끌어당겨 사이 헤드의 뿔(Horn)과 고릴라 암에 장착된 고리바곤을 이용한 펀치로 표적을 들이받는다.
- 바곤 플레셔(일본어: バゴーンプレッシャー 바곤프렛샤[*])

팔의 고리바곤을 고속발사하여 적을 분쇄한다.
- 즈오 스톰프　(일본어: ズオーストンプ 즈오스톰프[*])

하늘 높이 뛰어, 조우 레그를 모아 상대를 밟는 형태의 킥 공격이다.

### 아종 편성
- 타카키리타 슬래시 (일본어: タカキリータースラッシュ 타카키리타스랏슈[*])

타카 헤드로 시각을 강화한 후 자신과 표적 사이에 빛의 고리를 3 개 생성하고 치타 레그로 돌진하고, 카마키리 소드로 상대를 해부한다.
- 라키리바 슬래시 (일본어: ラキリバスラッシュ 라키리바스랏슈[*])

라이오넬 플래셔로 상대의 시야를 차단하고, 차지 에너지를 카마키리소드에 수렴하고 밧타 레그로 도약하고 표적을 해부한다.

## 도구

### OOO 드라이버
OOO 드라이버(일본어: オーズドライバー 오즈 도라이바[*])는 히노 에이지가 장착하는 벨트로, 가면라이더 OOO로 변신하기 위해 사용한다. 원래는 800년 동안 봉인한 그리드를 감시하는 장치였다. 가면라이더 OOO로 변신하기 위해 에이지는 드라이버에 세 개의 코어 메달을 O 슬레이터 (일본어: オースレイター 오 스레이타[*])에 장착하여 슬레이터를 돌려 '포스 드라이브'(일본어: フォースドライブ 포스 도라이부[*])로 바꾼 후, 장착된 O 메달을 따라 O 스캐너로 하나씩 스캔한다.

### O 스캐너
O 스캐너(일본어: オースキャナー 오 스캬나[*])는 OOO 드라이버에 장착된 O 메달을 스캔하여 가면라이더 OOO의 각 콤보로 변신하게 해주는 장치이다. OOO로 변신한 상태에서 한번 더 코어 메달을 스캔하면 최종 기술 '스캐닝 차지'(일본어: スキャニングチャージ 스캬닝구 챠지[*])를 사용할 수 있으며, 셀 메달 세 개를 사용하는 메다자리버에도 사용하여 스캐닝 차지가 가능하다.

### O 메달
O 메달(일본어: オーメダル 오 메다루[*])는 가면라이더 OOO의 콤보 시스템과 도구 사용을 위해 반드시 필요한 도구이다. '코어 메달'과 '셀 메달'로 나뉜다.

#### 코어 메달
메달마다 여러 개의 색깔을 가지고 있는 코어 메달(일본어: コアメダル 코아 메다루[*])은 가면라이더 OOO의 각 콤보 시스템에 영향을 주는 O 메달의 한 갈래이다. 원래는 그리드(Greeed)들의 일부를 구성하였으나, 다른 그리드들과는 달리 팔밖에 부활하지 못한 앙크가 힘을 얻기 위해 다른 그리드들의 메달을 훔쳐, 그들 또한 완전히 부활하지 못한 상태이다. 그 때문에 그리드들은 코어 메달을 노리고 있다. 1화에서 앙크는 에이지에게 OOO 드라이버와 O 스캐너, 코어 메달을 주어 가면라이더 OOO 타토바 콤보로 변신하게 하였다.

#### 셀 메달
은색의 셀 메달(일본어: セルメダル 세르메다루[*])도 그리드들의 몸을 구성하지만, 여미(Yummy)들의 몸을 구성하는 물질이기도 하다. 이러한 셀 메달은 인간의 욕망을 통해 만들어져 쌓이게 되는데, 그리드들이 봉인된 사이에 코우가미 파운데이션이 셀 메달들을 모아, 라이드 벤더, 메다자리버, 캔드로이드 기술 등을 개발하게 되었다. 그리드들과 여미들은 셀 메달을 통해 힘을 유지하며, 여미들은 사람들의 욕망을 먹어치울 때마다 성장하면서 동시에 1개의 셀 메달을 100개 단위로 증식시키게 된다.

### 메다자리버
메다자리버(일본어: メダジャリバー 메다쟈리바[*])는 가면라이더 OOO가 사용하는 칼 형태의 주무기이다. 코우가미 파운데이션으로부터, "생일 선물"이라는 명목으로 받았다. 세 개의 셀 메달을 장착한 후 O 스캐너로 스캔하면, 'OOO 배시'(일본어: オーズバッシュ 오즈 밧슈[*])라고 불리는 트리플 스캐닝 차지 기술을 쓸 수 있다. 메다자리버라는 이름은 "메달"과 아더 왕 전설에 등장하는 성검 "엑스칼리버"의 합성어이다.

### 타쟈스피너
타쟈스피너(Tajaspiner, 일본어: タジャスピナー 타쟈스피나[*])는 가면라이더 OOO의 타쟈도르 콤보 상태에서 사용할 수 있는 방패 형태의 건틀릿이다. O 크라운(O Crown, 일본어: オークラウン 오 쿠라운[*])에 O 메달들을 넣은 후, O 스캐너로 스캔하는 기가 스캔(Giga Scan, 일본어: ギガスキャン 기가 스캰[*])을 통해 O 메달들의 능력을 사용할 수 있다.

### 라이드 벤더
라이드 벤더(일본어: ライドベンダー 라이도 벤다[*])는 혼다 VT 750 C2B 섀도 블랙 스피릿 모델을 바탕으로 코우가미 파운데이션에서 대량으로 생산한 바이크이다. 가면라이더 OOO와 앙크가 필요할 때 사용할 수 있도록 코우가미 파운데이션이 제공하기도 하였다. 평상시에는 캔드로이드들을 보관하는 자동 판매기 형태의 '머신 벤더 모드'(일본어: マシンベンダーモード 마신 벤다 모도[*])로 존재하지만, 셀 메달을 넣은 후 '멀티 TaS 센서'(일본어: マルチTaSセンサー 마루치 타스 센사[*])를 누르면 바이크 형태의 '머신 바이크 모드'(일본어: マシンバイクモード 마신 바이쿠 모도[*])로 변신한다. 필요시에는 안전한 곳에서 벤더 모드로 다시 변신하여, 캔드로이드를 소환하는 기능도 가지고 있다. 메달은 연료 역할을 하기 때문에, 메달의 공급이 끊어지면 사용할 수 없게 된다.
 라이드 벤더는 리모컨 조작을 통해 작동을 멈출 수도 있으며, 이를 이용해 코우가미 코우세이는 앙크와의 협상에서 자신의 의지에 따라 작동을 멈출 수 있는 것처럼 속여서 메달 시스템의 사용료로서 60%의 메달을 앙크로부터 받기로 계약한다.

#### 토라이드 벤더
토라 캔드로이드를 라이더 벤더에 장착하면 토라이드 벤더(Toride Vendor, 일본어: トライドベンダー 토라이도 벤다[*])로 변신한다. 라이더 벤더의 기본 성능을 크게 웃도는 주행 능력과 공격력을 가지고 있다.

### 캔드로이드
캔드로이드(영어: Candroids, 일본어: カンドロイド 칸도로이도[*])는 라이드 벤더로부터 사출되는 특수 목적의 로봇들이다. 벤딩 머신 모드의 라이드 벤더에 셀 메달을 집어넣으면, '알루미늄 캔'의 모습을 하고 있는 장치가 나오는데, 평소에는 캔의 모습을 하고 있지만 마개를 따면 애니멀 모드로 변신하게 된다.
- 타카 캔드로이드(일본어: タカカンドロイド 타카 칸도로이도[*])

반동력을 이용해 비행하는 캔드로이드이다. 셀 메달의 회수, 내장된 고감도 센서를 통해 하늘 위에서 적을 탐색하거나 지형을 분석하는 등의 정찰 임무, 기동력을 활용한 전투 지원, 적 추적 등의 임무를 수행한다.
- 타코 캔드로이드(일본어: タコカンドロイド 타코 칸도로이도[*])

물 속과 땅 위, 양쪽에서 셀 메달의 회수를 위해 만들어진 수륙 양용 캔드로이드이다. 촉수의 형태를 하고 있는 8개의 팔로 복잡한 작업을 수행한다. 여러 개를 연결하여 라이드 벤더로는 이동할 수 없는 장소에 길을 만들어주는 기능을 가지고 있다. 정보 처리 능력이 뛰어나, 각각의 캔드로이드의 정보를 총괄하는 기능도 갖추고 있다.
- 밧타 캔드로이드(일본어: バッタカンドロイド 밧타 칸도로이도[*])

장애물이 많은 지형에서 셀 메달을 회수하기 위해 만들어진 캔드로이드이다. 민첩함과 높은 기동력을 갖추고 있어, 카메라 기능을 사용해 촬영함으로써 목표물을 추적하거나 정보를 수집하는 임무를 수행하며, 통신 기능도 갖추고 있다.
- 토라 캔드로이드(일본어: トラカンドロイド 토라 칸도로이도[*])

코우가미 파운데이션에서 새롭게 개발한 캔드로이드이다. 라이드 벤더와 합체하여 토라이드 벤더로 변신한다.
- 전기 우나기 캔드로이드(일본어: 電気ウナギカンドロイド 덴키 우나기 칸도로이도[*])

고토에서 전달된 캔드로이드이다. 좁은 장소에서의 메달 수집 및 상대의 움직임을 봉쇄하기 위하여 사용된다. 또한 전기를 발생시키는 것이 가능하다.